# 금속 활자

금속 활자 각 부분의 명칭. a 자면, b 몸, c 포인트 크기, 1 어깨, 2 닉(nick), 3 홈, 4 발.

금속활자(金屬活字, 영어: Metal movable type)는 금속으로 만든 활자이다. 금속 활자를 만드는 기술은 고려시대에서 조선시대로 이어졌다. 조선시대에는 금속활자를 이용한 인쇄술이 더욱 발전했다. 금속으로 만들어서 쉽게 파손되지 않는다.

## 금속 활자 주조 방법
유럽식 금속 활자는 단단한 금속에 글씨를 뒤집어 양각으로 조각하여 아비자(patrix)를 만든다. 아비자로 무른 금속을 때려 어미자(matrix)를 만든다. 이렇게 만든 어미자에 납이나 주석 등의 합금을 부어 활자를 만든다.
동양식 금속 활자는 밀랍과 단단하고 조각하기 쉬운 나무에 글자를 뒤집어 양각으로 조각한다. 모래틀에 이 조각된 글씨를 찍고 녹은 금속을 부어 주조한다.